# Логен
Ло́ген, или Ну́медалсло́ген, (норв. Lågen, Numedalslågen) — река в Норвегии.
Берёт своё начало в коммуне Эйдфьорд на высоте 1405 м над уровнем моря. Вторая по длине река Южной Норвегии после Гломмы — длина составляет 356 км. Площадь водосборного бассейна — 5548 км². Берёт начало в центре плато Хардангервидда в губернии Вестланн, протекает по долинам Нумедаль и Логендален через губернии Викен, Вестфолл-и-Телемарк на юго-востоке Норвегии. До коммуны Нуре-ог-Увдал и озера Бьорнесфьорден (1203 м над уровне моря) течёт на юго-восток, далее на северо-восток до Дагали, где протекает через озеро Польсбуфьорден (726—749 м над уровнем моря). Как выше, так и ниже Польсбуфьордена по течению Логен сам образует серию озёр, нижние из которых, Норефьорден и Кравикфьорден, находятся на высотах 265 и 262 м над уровнем моря. Выше Норефьордена, у города Рёдберг, в Логен с запада впадает крупный приток — Увдальсельва. Впадает в пролив Скагеррак восточнее городского центра Ларвика.
В нижнем течении Логен богат рыбой и представляет собой самую важную для лососёвого промысла реку к югу от губернии Трёнделаг. Помимо лосося, в реке обитают ещё не менее 16 видов рыб — редкое явление для рек, изобилующих лососем. В 2020 году было выловлено 4141 лосось общим весом около 17,5 тонн, самый крупный из которых весил 16,6 кг, а также 157 экземпляров кумжи общим весом 163 кг.
На протяжении большой части течения, в особенности в верховьях, Логен используется в гидроэнергетике. На реке и её притоках расположены более 25 средних и малых ГЭС общей мощностью около 500 МВт, в среднем в год вырабатывающих более 1800 МВт/ч электроэнергии. В районе электростанций построено несколько рыбоподъёмников для прохождения лососёвых рыб. Ранее река широко использовалась для лесосплава (до 150 тысяч кубометров леса в год), однако позднее перевозки леса были в основном перенесены на сушу.